# ジョナタン・クリスティー
レオナルダス・ジョナタン・クリスティー（英語: Leonardus Jonatan Christie、1997年9月15日 - ）は、インドネシアの男子バドミントン選手。BWF世界ランキング最高位は2位。

## 経歴
2012年、国内の選手権大会で準決勝に出場したのち、インドネシア代表選手に選出された。
2023年のインドネシア・マスターズにて、彼は決勝まで進み、同国のチコ・アウラ・ドウィ・ワルドヨをストレートで破り優勝。自身初のBWFワールドツアースーパー500以上のタイトル獲得となった。